# アジップ
アジップ（Agip S.p.A.）は、1926年から2003年まで存在したイタリアの石油会社。
アジップとは、イタリア語で「イタリア石油公団」を意味する「Azienda Generale Italiana Petroli」の頭文字から命名された。Eni（炭化水素公社）を親会社とし、世界規模で油田の発掘、天然ガス・原油の精製、石油関連製品の物流、販売を展開する企業。エネルギー分社に300を越える関連企業を持ち、その中核を担う世界最大級のエネルギー総合企業であった。2003年にEniに吸収合併された。

## 歴史
1926年、それまで国内での石油探鉱開発にあまり興味を示さなかったイタリアが政府出資60％にて設立したのが国営石油会社アジップの始まりである。しかし他の石油企業のBPなどと異なり、当初は自らの石油資源をまったく保有していなかった。国内及びルーマニア、アルバニア、ソマリア等で探鉱活動を続けながら僅かな成果をあげるにとどまった。
第2次世界大戦後、石油産業の再建を民間資本によって行う政策を推進した政府から、アジップは石油精製・販売を禁じられ、会社を清算することを命じられた。しかし後のENIの初代社長であるエンリコ・マッティは会社清算を行わず逆に探鉱活動を積極的に推進。そして1949年、ついにコルテマッジョーレの大ガス田を発見した。そして、その権利をアジップに与えることを議会に承認させた。このことで経営基盤が確立され、1953年にはENI創設。マッティはその初代総裁に就任した。

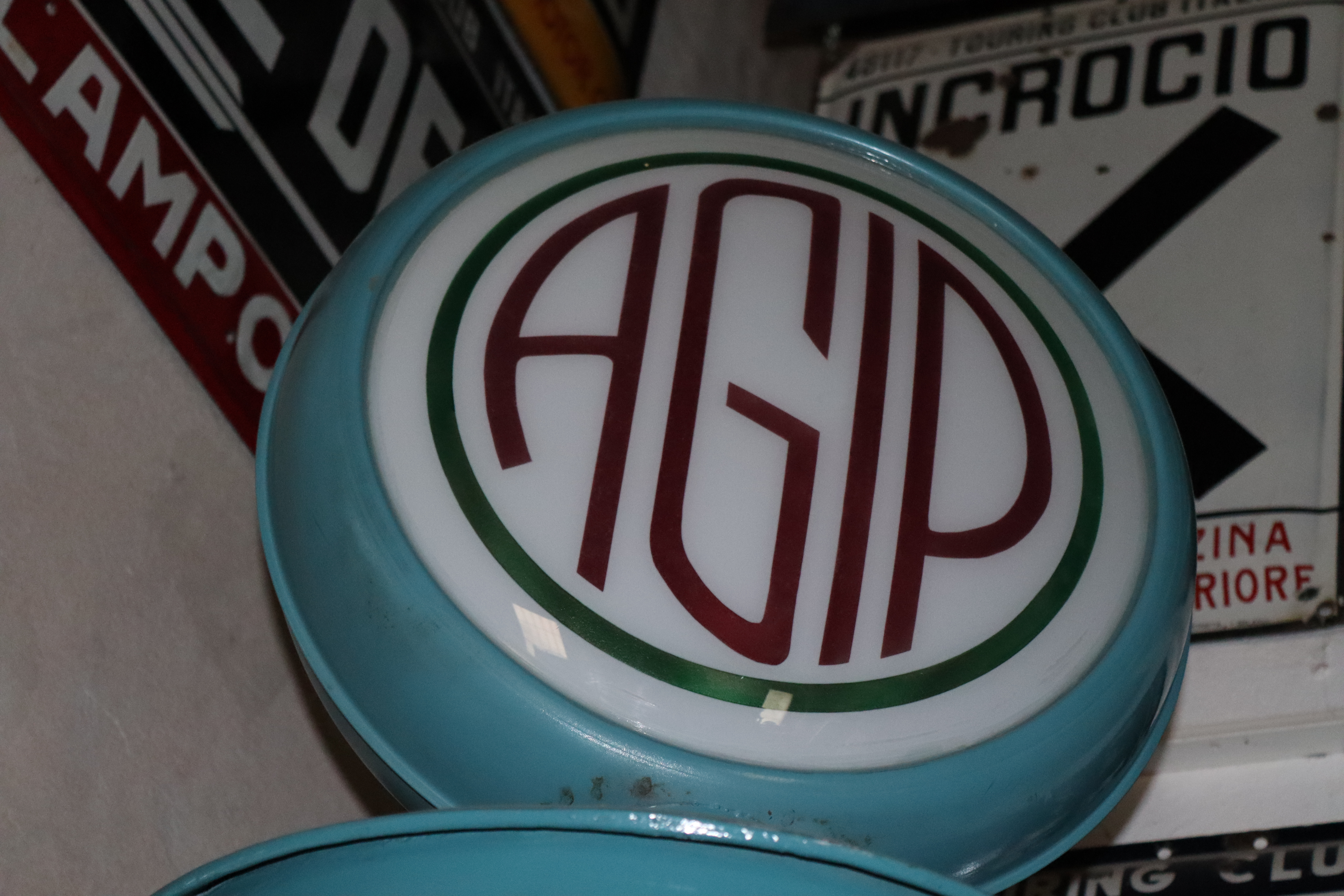
1926-1953年のロゴ

## モータースポーツ
MotoGP、SBKをはじめ、パワーボート、ツーリングカー、そしてF1等、様々なモータースポーツをサポートしている。
F1においては1974年から1995年まで20年以上にわたりフェラーリへの技術サポートを行ったほか、ブラバム、アルファロメオ、ティレル、ミナルディ、スクーデリア・イタリア（ダラーラ）、ベネトンといった有名チームもサポートを受けた。

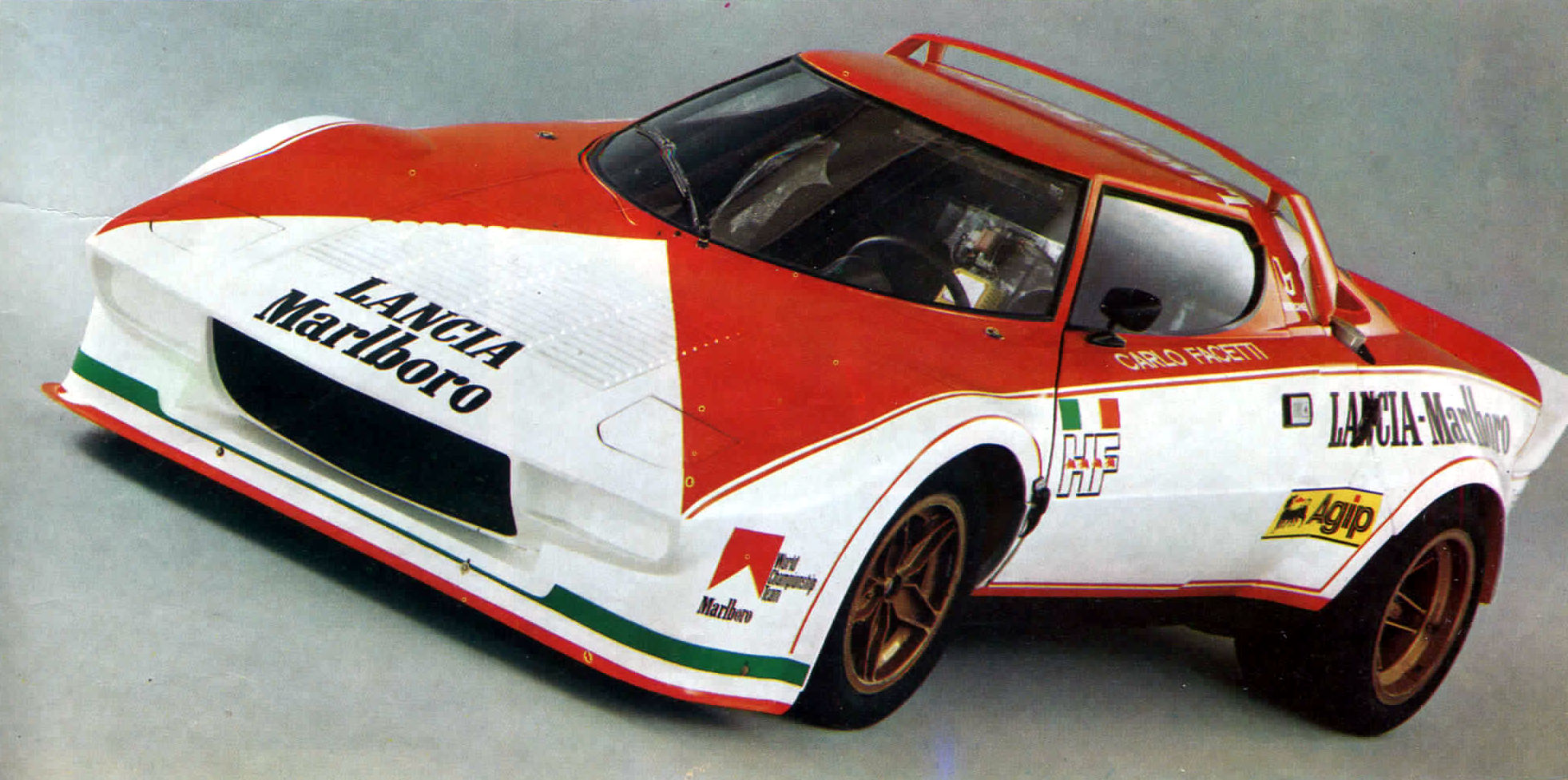
1975_Lancia_Stratos_Marlboro_Group_4
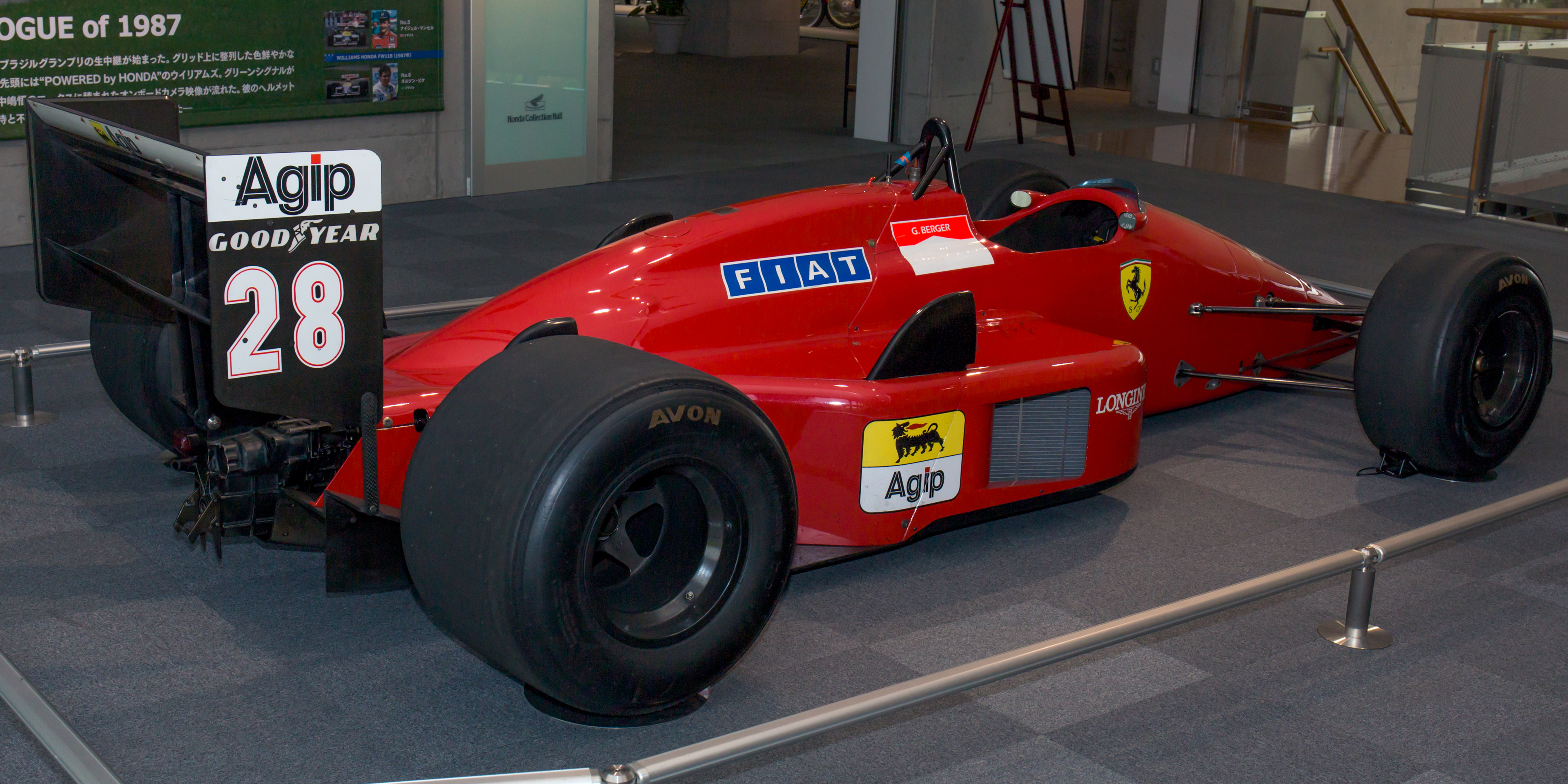
フェラーリ・F187

## Eniブランドへ
会社としての合併後もアジップのブランドは存続していたが、2010年のEniとのブランド統合に伴いエンジンオイルはAgipブランドからEniブランドへと移行した。
2011年から日本でも統一が行われ、4月からはEniブランドの新商品のエンジンオイルが販売され順次変更された。
なおAgipのトレードマークでもある「The six-legged dog（6本脚の犬）」はEniのマークでもあるため変更はない。